# 東洋電球
東洋電球株式会社（とうようでんきゅう、英文社名：TOWYOW-DENKYU CO.,LTD ）は東京都千代田区にある電気製品を扱う小売業者。

## 概要
電球以外にも家庭用電化製品全般を取り扱っており、かつて旧本社屋時代に同名の小売店舗も構えていた。2000年8月に本社を改築して以降は4階に本社を構え、1、2階部分に松屋、4階フロアにGPSnextが入居し、現在に至っている。